# Neobisium carpaticum
Neobisium carpaticum es una especie de arácnido del orden Pseudoscorpionida de la familia Neobisiidae.

## Distribución geográfica
Se encuentra en el este de Europa.